# ألان ريتر
ألان ريتر (بالإنجليزية: Allan Ritter)‏ هو سياسي أمريكي، ولد في 6 مايو 1954 في بومونت في الولايات المتحدة. حزبياً، نشط في الحزب الجمهوري والحزب الديمقراطي. وقد انتخب عضو مجلس نواب تكساس.